# James Brown

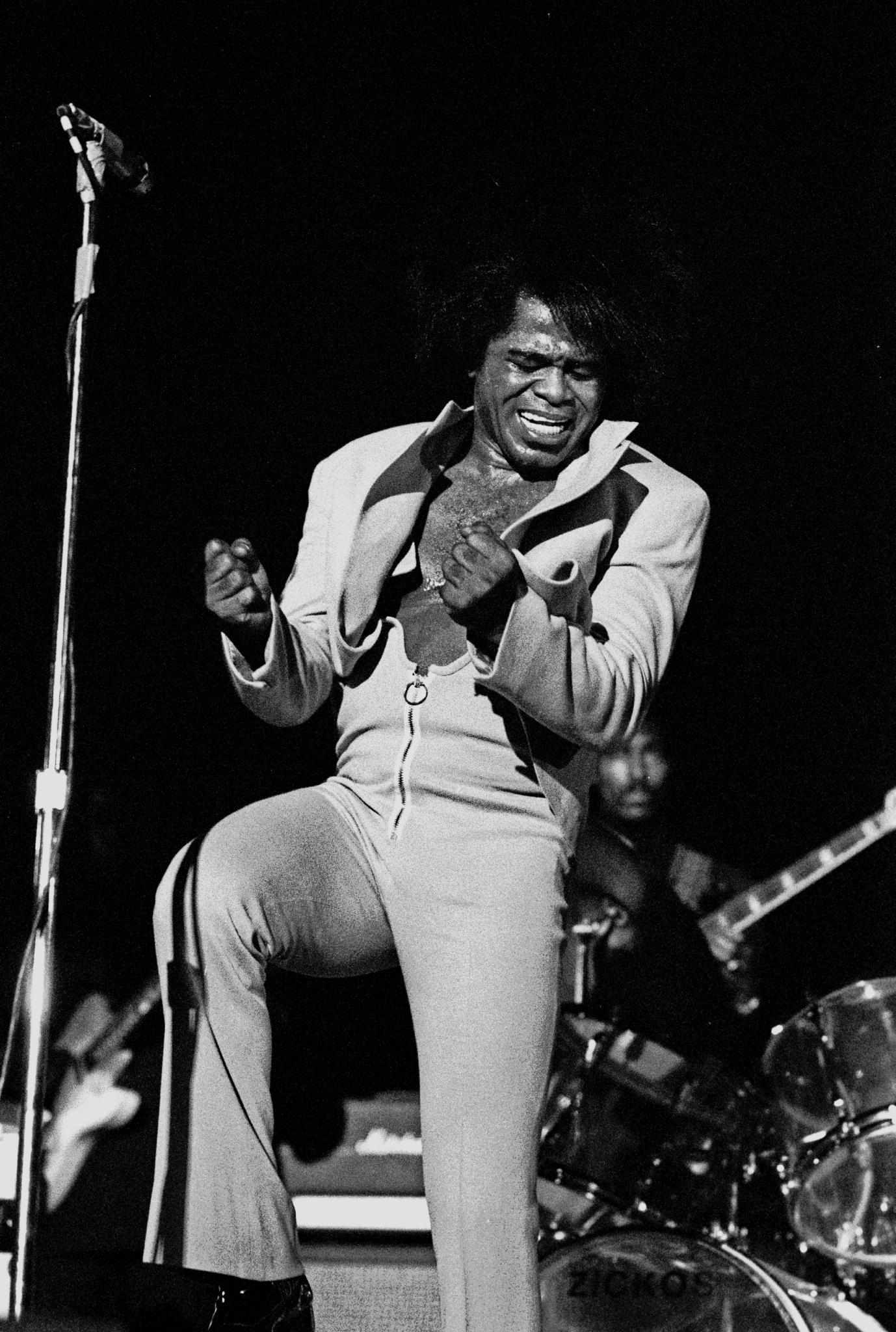
James Brown (1973)

James Joseph Brown, Jr. (* 3. Mai 1933 in der Nähe von Barnwell, South Carolina; † 25. Dezember 2006 in Atlanta, Georgia) war ein US-amerikanischer Musiker. Er spielte Orgel, Klavier, Gitarre und Schlagzeug, trat aber fast ausschließlich als Sänger und Tänzer auf. Außerdem war er Bandleader und Musikproduzent. James Brown besaß eine herausragende Stellung im Rhythm and Blues und Soul der 1950er- und 1960er-Jahre und hatte maßgeblichen Einfluss bei der Entstehung eines neuen Stils des Rhythm and Blues, des Funk, der seinerseits spätere Musikstile wie Disco, Hip-Hop und House stark beeinflusste.

## Leben

### Anfänge
James Brown wuchs in für afroamerikanische Familien der damaligen Zeit typischen ärmlichen Verhältnissen in Augusta im Bundesstaat Georgia auf. Er hatte auch indianische Vorfahren (Apachen). Als er vier Jahre alt war, verließ seine Mutter die Familie. Er kam zu seiner Tante nach Augusta und verbrachte seine weitere Jugend bei ihr. Nachdem er wegen bewaffneten Raubüberfalls vier Jahre im Gefängnis verbracht hatte und auf Bewährung entlassen worden war, schloss er sich den von Bobby Byrd geleiteten Gospel Starlighters an. In dieser Zeit änderte sich der Stil der Gruppe unter dem Einfluss von Louis Jordan, Ray Charles und Little Richard, den er kurzzeitig auch bei dessen Live-Band The Upsetters vertrat, von Gospel zu R&B, was sich auch in einer Namensänderung in The Famous Flames äußerte. Aufgrund seiner markanten Stimme und durch seinen leidenschaftlichen Gesang wurde James Brown bald zum herausragenden Künstler dieser Gruppe. Im November des Jahres 1955 hörte der Produzent Ralph Bass den Song Please, Please Please der Famous Flames und nahm die Band sofort unter Vertrag, worauf sich die Gruppe in James Brown and the Famous Flames umbenannte. Für James Brown begann damit eine ebenso erfolgreiche wie wechselhafte Karriere.

### Aufstieg

James Brown – Please, Please, Please

Browns erste Platte Please, Please, Please erschien 1956 bei Federal Records, einem Tochterlabel von King Records, und wurde zum Millionenseller. Die leidenschaftlich vorgetragene, repetitive Ballade wurde später bei Live-Auftritten zu seinem Markenzeichen. Er veröffentlichte daraufhin einige weitere Singles, die jedoch floppten. Mit Titeln wie Try Me, I’ll Go Crazy oder Lost Someone gelangen ihm aber Ende der 1950er-Jahre Erfolge, die ihn im Showbusiness etablierten. Der endgültige Durchbruch gelang ihm 1963 mit der Veröffentlichung der LP Live at the Apollo, obwohl die Veröffentlichung gegen den Willen seiner Plattenfirma geschah, die nicht an den Erfolg eines Live-Albums glaubte. Brown finanzierte die LP daher aus eigener Tasche. Es wurde zwar keine Single ausgekoppelt, was für den damals von Singles dominierten Plattenmarkt sehr ungewöhnlich war. Dennoch wurde das Album ein enormer kommerzieller Erfolg. Mit I Got You (I Feel Good), It’s a Man’s Man’s Man’s World oder Cold Sweat konnte er danach weitere Hits landen. Im Oktober 1964 traten James Brown & The Famous Flames als Hauptact vor den Rolling Stones in der T.A.M.I. Show auf. 1968 veröffentlichte Brown ein zweites im New Yorker Apollo aufgenommenes Doppel-Album, das ebenso wie das erste heute als Klassiker gilt. Später veröffentlichte er noch weitere dort aufgenommene Alben. Diese Aufnahmen gelten als Dokumente von Browns ausgesprochen charismatischer Bühnenpräsenz, die entscheidend zu seinem Erfolg beitrug.

### Höhepunkt

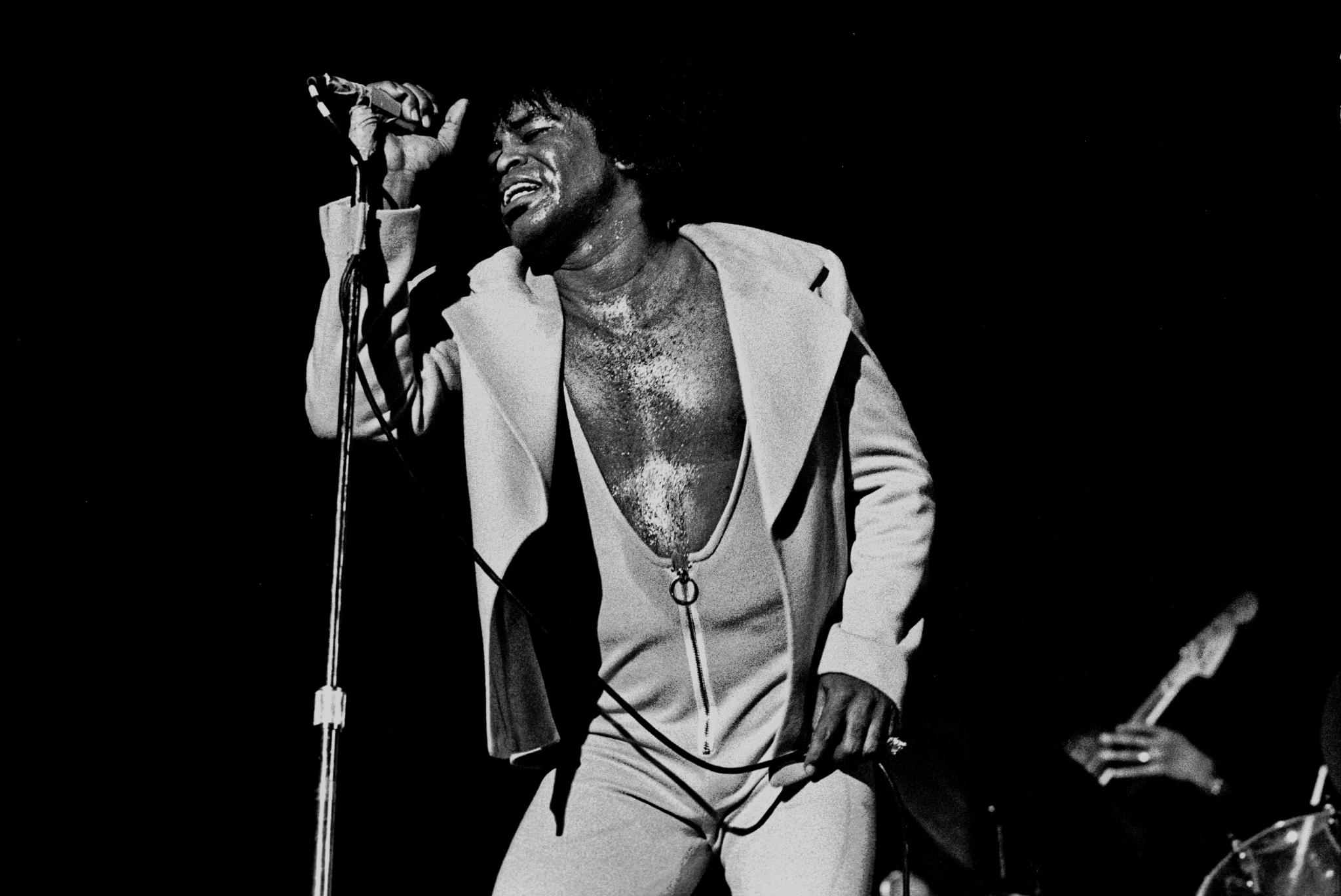
James Brown, 1973 in Hamburg

Seit den 1960er-Jahren traten die rhythmischen Elemente von Browns Musik mehr und mehr in den Vordergrund. Er skelettierte seine Stücke bis auf das rhythmische Gerüst, die Melodien wurden auf riffartige Kürzel reduziert. Dominierend wurde hingegen ein meist von Schlagzeug, E-Gitarre und Bass gespielter, scharf akzentuierter und treibender Groove, der oft minutenlang beibehalten und variiert wurde. Bei vielen Stücken wurde ein einziges Riff über die gesamte Länge ständig wiederholt. Ein Break oder die Bridge – von Brown häufig mit dem Zuruf „Take me to the bridge!“ von seiner Band gefordert – bildeten meist den Höhepunkt der Stücke. Browns Gesang entwickelte sich zu einem rhythmischen Sprechgesang, womit er Elemente des Rap vorwegnahm. Teilweise reduzierte Brown die Rolle seiner Stimme auf kurze vokale Einwürfe wie „Hit Me!“ oder nur noch auf hervorgestoßenes Ächzen und Kreischen. Den Höhepunkt dieser Entwicklung erreichte er Anfang der 1970er-Jahre.
Als für die damalige Zeit provozierend selbstbewusst auftretender Afroamerikaner wurde er ab Ende der 1960er-Jahre zu einer Identifikationsfigur der schwarzen Bürgerrechtsbewegung in den USA. Sein Lied Say It Loud – I’m Black And I’m Proud lieferte ein Schlagwort für diese Bewegung. Dies ließ ihn zwar zu einem Idol der schwarzen Bevölkerung der USA werden, kostete ihn aber auch Sympathien bei den Weißen. Auch sein offensives Zurschaustellen der eigenen Sexualität, beispielsweise mit Sex Machine, sorgte für Aufsehen. Brown galt lange Zeit als einer der meistbeschäftigten Künstler im Show-Business mit bis zu 300 Auftritten und oft mehreren LP-Veröffentlichungen im Jahr. „Soul Brother Number One“, „The Hardest Working Man in Show Business“, „The Godfather Of Soul“ und zuletzt „The Minister of New Heavy Super Funk“ sind die Ehrentitel, mit denen er im Laufe seiner fast 50-jährigen Karriere bedacht wurde.

### Afrika
Im Herbst 1974 trat er mit Miriam Makeba, B.B. King, The Spinners und The Crusaders auf einem Großkonzert in Kinshasa (Zaire, heute Demokratische Republik Kongo) auf, als Teil des Rahmenprogramms für den Boxkampf Rumble in the Jungle zwischen dem damaligen Schwergewichts-Weltmeister George Foreman und dem Ex-Weltmeister Muhammad Ali. Die gesamte Veranstaltung galt für das Selbstwertgefühl der Einheimischen insofern als bedeutsam, als bis zu jenem Zeitpunkt keine anderen Großereignisse wie Olympische Spiele oder eine Fußball-WM auf diesem Kontinent stattgefunden hatten.

### Abstieg und Comeback

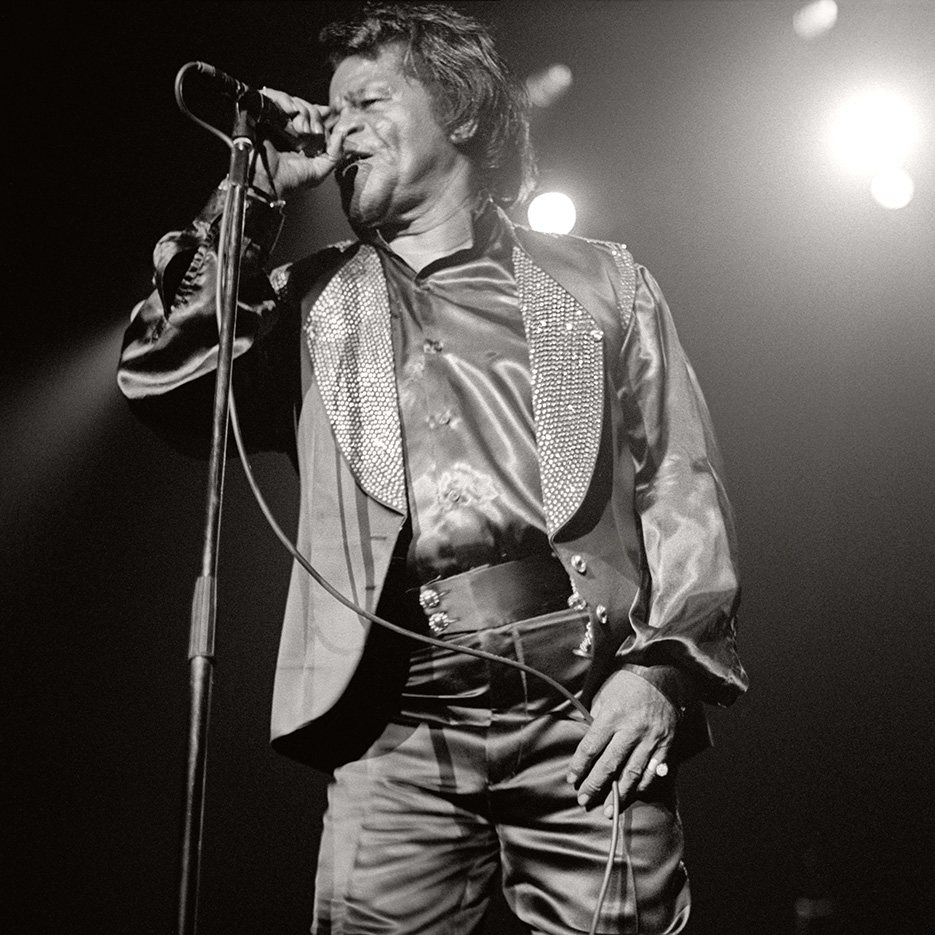
James Brown (1988)

Mitte der 1970er-Jahre ließ Browns Erfolg mit dem Aufkommen der Disco-Musik nach, deren Entstehen paradoxerweise ohne ihn kaum denkbar gewesen wäre. Bei Aufnahmen und Auftritten aus dieser Zeit sind auch Verschleißerscheinungen und nachlassende Inspiration festzustellen, was einige seiner Musiker bewog, sich andere Engagements zu suchen. Im Jahr 1976 blieb ihm daher nur noch ein Teil seiner bisherigen Band. Außerdem sackten die Verkaufszahlen seiner Platten ab, so dass Polydor schließlich seinen Plattenvertrag kündigte. Am 20. August 1983 gastierten Michael Jackson und Prince im Beverly Theater in Los Angeles bei Brown live auf der Bühne.
Ab Mitte der 1980er-Jahre wurde seine Musik jedoch vor allem von Hip-Hop-Musikern wiederentdeckt und häufig gesampelt. Ein von seinem damaligen Schlagzeuger Clyde Stubblefield gespielter Drumbreak aus Browns Stück Funky Drummer aus dem Jahr 1969 gilt als eine der am häufigsten gesampelten Aufnahmen überhaupt. In der Folge des Revivals seiner Musik erlebte James Brown 1986 mit der Single Living in America ein kommerzielles Comeback, das jedoch nicht von Dauer war. Seine danach erschienenen Platten waren verglichen mit seinen klassischen Aufnahmen qualitativ unbeständig, wurden bei Kritik und Publikum teils entsprechend skeptisch aufgenommen und konnten nicht an seine früheren kommerziellen Erfolge anknüpfen. Dies hielt ihn jedoch nicht davon ab, weiterhin weltweit aufzutreten. Er blieb mit seiner Show nach wie vor ein Publikumsmagnet.

## Wirkung

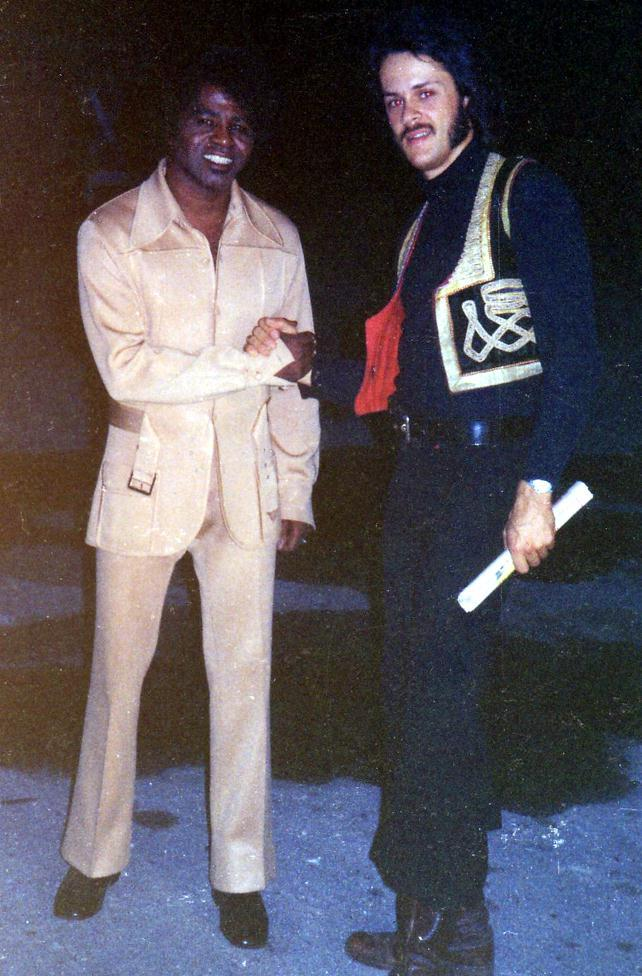
Brown mit dem schwedischen DJ Lars Jacob nach einem Konzert in Tampa, 1972

Browns Musik übte bedeutenden Einfluss auf Popmusiker wie Michael Jackson, Booker T. & the M.G.’s, The Meters, Sly Stone, George Clinton, Prince und viele andere aus. Auch viele Jazzmusiker, wie Grant Green und Idris Muhammad, nahmen Instrumentalversionen seiner Stücke auf. Der jamaikanische Reggaesänger Bob Marley coverte in den späten 60er-Jahren auch einige seiner Songs. Miles Davis bekannte, dass während seiner „elektrischen Phase“ Ende der 1960er-, Anfang der 1970er-Jahre Brown ein prägender Einfluss für ihn gewesen sei. Browns Bedeutung für die Entwicklung der afroamerikanischen Musik im Allgemeinen und insbesondere des Hip-Hop ist kaum zu überschätzen. Die Residents coverten It's a Man's Man's Man's World 1984.
Neben seiner Karriere im Musikbetrieb wirkte Brown auch in zahlreichen Film- und Fernsehproduktionen mit, sei es als Beiträger zur Filmmusik, sei es als Interpret seiner eigenen Stücke. Bekannte Beiträge dieser Art waren sein Auftritt als Showband in Rocky IV mit dem Stück Living in America sowie sein Auftritt als Reverend in den Filmen Blues Brothers und Blues Brothers 2000. Als einer der ersten afroamerikanischen Musiker, die sich aktiv für die Rechte Schwarzer in den USA einsetzten, ist Brown bis heute eine Symbolfigur schwarzen Selbstbewusstseins.

## Auszeichnungen
Brown erhielt zahlreiche Musikpreise, darunter mehrere Grammy Awards wie etwa einen Grammy Award for Best R&B Performance 1966 für Papa’s Got a Brand New Bag und einen Grammy Award for Best Male R&B Vocal Performance 1988 für Living in America. Er wurde 1986 in die Rock and Roll Hall of Fame aufgenommen. 2006 ehrte die Stadt Augusta, in der er aufgewachsen ist, James Brown, indem sie das „Augusta Civic Center“ in „James Brown Arena“ umbenannte.
Der Rolling Stone listete Brown auf Rang sieben der 100 größten Musiker sowie auf Rang zehn der 100 größten Sänger und Rang 26 der 100 größten Songwriter aller Zeiten.

## Die Band
Die erste wichtige Formation hinter James Brown waren die Famous Flames, die spätere und einflussreichste Band im Hinblick auf die Prägung des Funk waren die J.B.’s in den 70er Jahren. Über lange Jahre spielten die am Jazz geschulten Saxophonisten Maceo Parker und Pee Wee Ellis sowie der Posaunist Fred Wesley in seiner Band. Einige Zeit Anfang der 70er-Jahre war auch Bootsy Collins Bassist bei ihm. Mit Clyde Stubblefield und Jabo Starks spielten auch hervorragende Schlagzeuger in Browns Band. Die J.B.’s gingen aus den Pacemakers, eine Band aus Cincinnati, hervor und wurden von Brown angeheuert, nachdem ihn seine bisherige Band fast komplett verlassen hatte. Die J.B.’s veröffentlichten mit wechselnder Besetzung und teilweise unter anderen Namen (z. B. Maceo And The Macks, Fred & The New J.B.’s) auch eigene Aufnahmen, die ebenfalls von Brown produziert wurden.
Da Brown keine Noten lesen oder schreiben konnte, sang er seinen Musikern seine musikalischen Ideen vor. Für deren Umsetzung war er jedoch immer auf die Unterstützung durch einen professionellen Bandleader angewiesen. Er war aber auch bekannt für seinen impulsiven und autoritären Führungsstil, der immer wieder zu Konflikten mit seinen Musikern führte. So reagierte er auf die Forderung seines Bandleaders Fred Wesley nach einer pünktlichen Bezahlung der Band einmal mit dessen fristloser Entlassung – nur um ihn wenig später wieder einzustellen. Sowohl Fred Wesley als auch Maceo Parker, Pee Wee Ellis und Bootsy Collins verließen ihn Mitte der 70er-Jahre, um mit Mick Jagger in dessen Band Rolling Stones zu spielen oder Solokarrieren zu bestreiten.
Seine letzte Backing-Band waren die Soul Generals, die in Fantasieuniformen das Fundament seiner Bühnenshow bildeten. Mit zwei Drummern, Percussion, zwei Bassisten, drei Gitarristen, drei Bläsern und zwei Keyboardern sorgten sie mit den Sängerinnen Bittersweet für den nötigen Druck der detailliert durcharrangierten Konzerte. Langjährige Wegbegleiter wie Fred Thomas (Bass) und Tony Cook (Drums) trafen hier auf junge Talente.

## Show

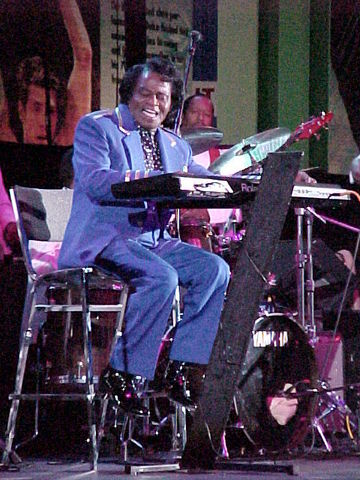
James Brown (2001)

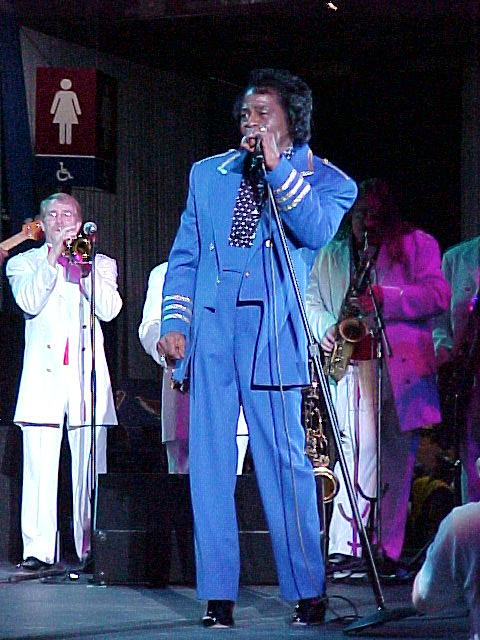
James Brown (2001)

Brown war bekannt für seine mitreißenden Auftritte, von denen er auf dem Höhepunkt seiner Popularität mehrere Hundert im Jahr absolvierte. Er trat mit einer vielköpfigen Band auf, die meist durch Tänzer und Tänzerinnen ergänzt wurde. Der unumstrittene Star der Show war jedoch James Brown selbst, der mit seiner lebhaften, fieberhaften Art zu tanzen und seiner Fähigkeit, mit dem Publikum in direkten Kontakt zu treten, eine äußerst charismatische Ausstrahlung hatte. In seiner Art nicht nur mit seiner Band, sondern auch mit dem Publikum in der Form des Call and Response zu kommunizieren und die Stimmung seiner Zuhörer anzuheizen, waren bis zuletzt seine Wurzeln in der Gospelmusik zu erkennen.
Seine Shows waren von einem detailliert durcharrangierten Konzept geprägt, das über 50 Jahre immer wieder geändert wurde. Eine übliche James-Brown-Show begann damit, dass seine Band einige Instrumentalversionen seiner Kompositionen (Gimme’ some more, Soul Power ’74) spielte und anschließend Browns langjähriger Wegbegleiter, Modedesigner und MC Danny Ray, Brown mit den wichtigsten seiner Titel ansagte. Brown hatte in seinen Shows in der Regel keine feste Setlist, sondern gab seiner Band mit Handzeichen oder kurzen Stichworten zu verstehen, welches Stück als Nächstes zu spielen war. Wenn er während eines Stücks hörte, dass ein Musiker eine falsche Note spielte, benutzte er in der Regel diese Methode, um zum nächsten Stück zu wechseln.
Ein fester Bestandteil seiner Shows war das erste Brown-Stück Please, Please, Please. Während des Refrains war Brown – scheinbar – erschöpft, sein MC hing ihm einen oder gleich mehrere Umhänge über, Brown ging von der Bühne und kam mit neuer Energie zurück, warf den Umhang ab, um dann eine von seinen Funk-Kompositionen wie etwa Papa’s Got a Brand New Bag folgen zu lassen. Zuletzt schloss Brown seine Shows mit einer 20-Minuten-Version von Sex Machine ab, die er live mit seinem Orgelspiel gekonnt ergänzte. Ein Veranstalter, der Brown buchte, musste sich gleichzeitig dazu bereit erklären, die gesamte Show aufzuzeichnen. Nach Aussagen seiner Musiker hörte sich Brown danach die gesamte Show an, um die Fehler seiner Musiker festzustellen.

## Privatleben
Browns Privatleben war durch viele Höhen und Tiefen gekennzeichnet. Aus ärmlichen Verhältnissen stammend und mit krimineller Vergangenheit arbeitete er sich im Show-Business zum Millionär hoch und stellte damit eine Verkörperung des Amerikanischen Traumes dar. Auf dem Höhepunkt seiner Karriere besaß er einen Nachtclub, eine Restaurantkette, einen Privatjet und mehrere Radiostationen. Trotz seines enormen kommerziellen Erfolges als Musiker plagte er sich aufgrund seines aufwändigen Lebensstils und Steuernachzahlungen in Millionenhöhe zeitweise mit finanziellen Problemen, die ihn dazu zwangen, Teile seines Eigentums zu verkaufen.
Brown war viermal verheiratet. Sein ältester Sohn Teddy kam im Jahr 1973 bei einem Autounfall ums Leben. Nicht nur am Anfang seiner Karriere geriet James Brown mit dem Gesetz in Konflikt. Unter anderem brachte ihn in den 90er-Jahren seine damalige Ehefrau vor Gericht, da er sie mit einer Waffe bedroht und sich anschließend eine Verfolgungsjagd mit der Polizei geliefert hatte. Brown wurde mehrfach wegen illegalen Waffenbesitzes und Drogendelikten verurteilt, verbüßte mehrere Haftstrafen, engagierte sich aber auch in gemeinnützigen Organisationen.

## Letzte Arbeiten
Neben fast täglichen Auftritten mit seiner letzten Band, den Soul Generals, arbeitete Brown zuletzt an seinem neuen Album „World Against The Grain“. Es wurden sowohl Coverversionen von eigenen Stücken als auch neue Stücke eingespielt. Als Auskopplung wurde 2006 Gut Bucket in einer Ausgabe des MOJO-Magazins auf der dieser Zeitschrift beiliegenden CD James Browns Funky Summer veröffentlicht. Brown sagte 2006, die neue CD werde bald erscheinen.

## Tod

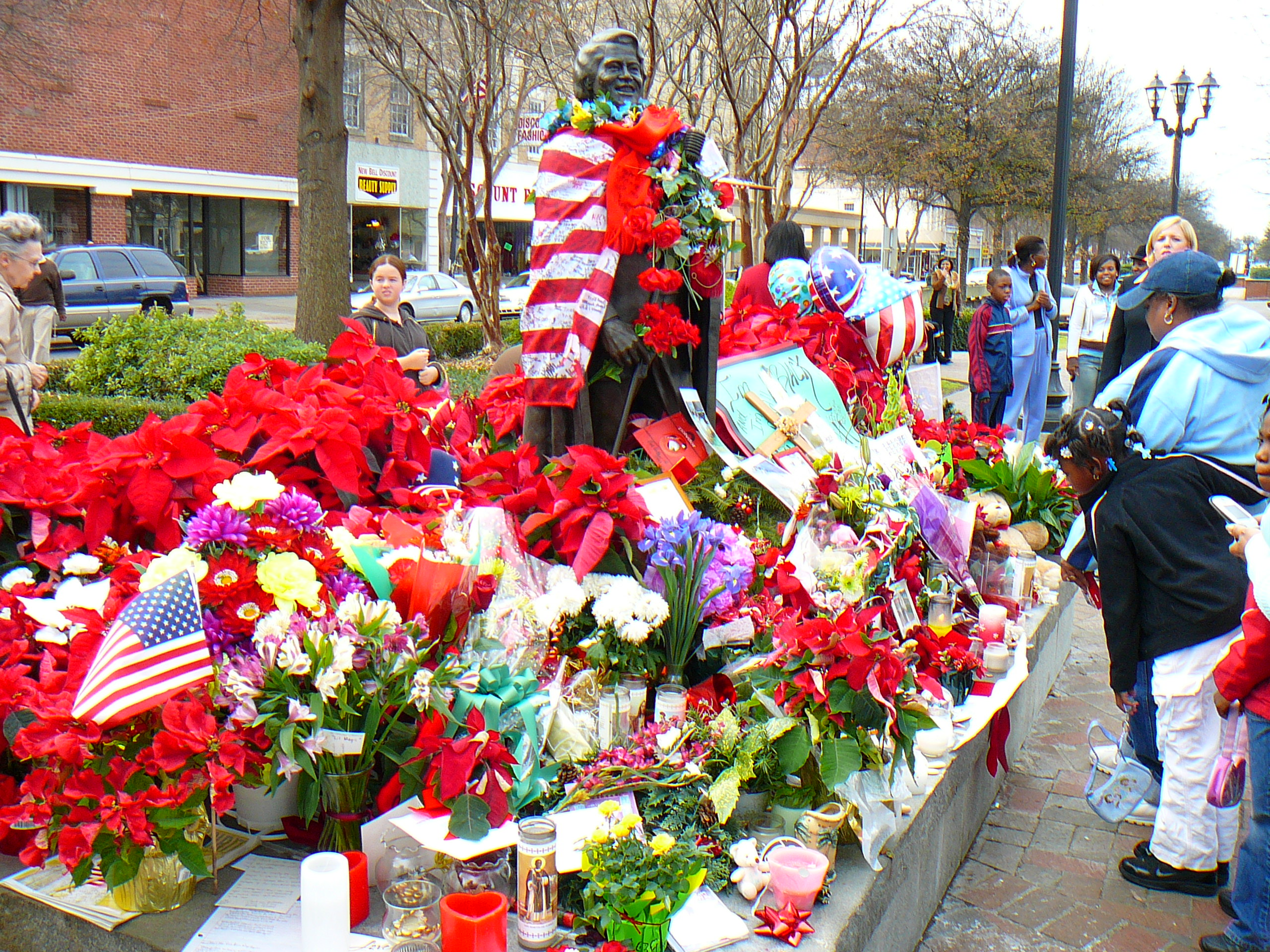
Blumen am James-Brown-Denkmal in Augusta, Georgia (Dezember 2006)

Nachdem bei einem Zahnarzttermin sein schlechter Gesundheitszustand aufgefallen war, wurde James Brown ins Emory-Crawford-Long-Krankenhaus in Atlanta, Georgia, eingeliefert. Dort starb er in der Nacht zum 25. Dezember 2006 an Herzinsuffizienz, offenbar als Folge einer verschleppten Lungenentzündung. Seine letzten Worte sagte er zu seinem engen Freund und langjährigen Manager Charles Bobbitt: „I’m going away tonight.“ („Ich gehe heute Nacht fort.“)
Brown wurde in einer Prozession durch Harlem in einem weißen Sarg auf einer Pferdekutsche zum Apollo Theater gefahren, wo einst seine Karriere begonnen hatte. Tausende von Trauernden nahmen Abschied am offenen Sarg. Am 30. Dezember wurde er in seine Heimatstadt Augusta überführt und in der James-Brown-Arena in einem goldenen Sarg aufgebahrt. 8000 Menschen in der Halle und weitere mehrere Tausend Trauernde davor im Regen erwiesen ihm die letzte Ehre. Unter den Kondolierenden befanden sich die Menschenrechtler Jesse Jackson und Al Sharpton sowie Michael Jackson und Don King. Michael Jackson bekannte: „Als ich ihn sich bewegen sah, war ich hypnotisiert. Ich wusste, dass ich das für den Rest meines Lebens auch tun wollte – wegen James Brown.“ („When I saw him move, I was mesmerized. I knew that’s what I wanted to do for the rest of my life because of James Brown.“) Brown hinterließ seine Frau Tomie Rae Hynie, drei Ex-Ehefrauen, die Töchter Venisha, Deanna und die Söhne Daryl und James Brown Jr.
Wegen Erbstreitigkeiten zwischen Browns letzter Frau Tomie Rae Hynie, die keinen Anteil am Erbe erhielt, und der Familie verzögerte sich seine Beerdigung. Den größten Teil seines zwischen 100 und 200 Mio. Dollar geschätzten Vermögens überführte Brown in eine Stiftung für bedürftige Kinder, die ihnen ein Musikstudium ermöglichen soll. Browns letzter Wille war es, auf seinem Grundstück in Beech Island, South Carolina, beerdigt zu werden. Die Grablege fand am 3. März 2007 in einer Krypta auf dem Grundstück seiner Tochter Deanna Brown Thomas, etwa 3 km von Browns Zuhause entfernt, im Beisein von Rev. Al Sharpton statt. Nach Angaben seiner Familie soll Brown jedoch seine endgültige Ruhestätte in einem öffentlichen Mausoleum bekommen.
In einer von CNN im Februar 2019 veröffentlichten Internet-Serie wurden Zweifel an den bisherigen offiziellen Todesumständen geäußert, selbst ein Mord an Brown nicht ausgeschlossen. Der Berichterstattung liegt eine zweijährige Recherche zugrunde, in der Familie, Freunde und Bekannte des Sängers interviewt und Dokumente ausgewertet wurden.

## Tribute Fit For the King of King Records
Am 22. Dezember 2007 wurde im Madison Theater in Covington, Kentucky, das erste alljährliche Tribute Fit For the King of King Records zu Ehren des verstorbenen Meisters veranstaltet; die Leitung übernahm Bootsy Collins. Seinem Ruf folgten Künstler wie Afrika Bambaataa, Chuck D von Public Enemy, Buckethead, Freekbass, Triage, The Soul Generals sowie viele der noch lebenden Familienangehörigen. Cincinnatis Bürgermeister erklärte den 22. Dezember zum James-Brown-Tag.

## Diskografie
Studioalben

| Jahr | Titel                                                   | Höchstplatzierung, Gesamtwochen, AuszeichnungChartplatzierungen (Jahr, Titel, Platzierungen, Wochen, Auszeichnungen, Anmerkungen) | Höchstplatzierung, Gesamtwochen, AuszeichnungChartplatzierungen (Jahr, Titel, Platzierungen, Wochen, Auszeichnungen, Anmerkungen) | Höchstplatzierung, Gesamtwochen, AuszeichnungChartplatzierungen (Jahr, Titel, Platzierungen, Wochen, Auszeichnungen, Anmerkungen) | Höchstplatzierung, Gesamtwochen, AuszeichnungChartplatzierungen (Jahr, Titel, Platzierungen, Wochen, Auszeichnungen, Anmerkungen) | Höchstplatzierung, Gesamtwochen, AuszeichnungChartplatzierungen (Jahr, Titel, Platzierungen, Wochen, Auszeichnungen, Anmerkungen) | Höchstplatzierung, Gesamtwochen, AuszeichnungChartplatzierungen (Jahr, Titel, Platzierungen, Wochen, Auszeichnungen, Anmerkungen) | Anmerkungen                                                                                   |
| Jahr | Titel                                                   | DE | AT | CH | UK | US | R&B | Anmerkungen                                                                                   |
| ---- | ------------------------------------------------------- | --- | --- | --- | --- | --- | --- | --------------------------------------------------------------------------------------------- |
| 1958 | Please Please Please                                    | — | — | — | — | — | — | Erstveröffentlichung: Dezember 1958                                                           |
| 1959 | Try Me!                                                 | — | — | — | — | — | — | Erstveröffentlichung: 14. Juli 1959                                                           |
| 1960 | Think!                                                  | — | — | — | — | — | — |                                                                                               |
| 1961 | The Amazing James Brown                                 | — | — | — | — | — | — |                                                                                               |
| 1962 | Good, Good, Twistin                                     | — | — | — | — | — | — | 1963 als Shout & Shimmy und 1979 bzw. 1983 als Excitement - Mr. Dynamite wiederveröffentlicht |
| 1962 | James Brown and His Famous Flames Tour the U.S.A.       | — | — | — | — | — | — |                                                                                               |
| 1963 | Prisoner of Love                                        | — | — | — | — | US73 (17 Wo.)US | — |                                                                                               |
| 1964 | Showtime                                                | — | — | — | — | US61 (18 Wo.)US | — |                                                                                               |
| 1964 | Grits & Soul                                            | — | — | — | — | US124 (10 Wo.)US | R&B9 (3 Wo.)R&B | Instrumentalalbum                                                                             |
| 1964 | Out of Sight                                            | — | — | — | — | — | — |                                                                                               |
| 1965 | Papa’s Got a Brand New Bag                              | — | — | — | — | US26 (27 Wo.)US | R&B2 (20 Wo.)R&B |                                                                                               |
| 1965 | James Brown Plays James Brown – Today & Yesterday       | — | — | — | — | US42 (19 Wo.)US | R&B3 (11 Wo.)R&B | Instrumentalalbum                                                                             |
| 1966 | I Got You (I Feel Good)                                 | — | — | — | — | US36 (17 Wo.)US | R&B2 (15 Wo.)R&B |                                                                                               |
| 1966 | Mighty Instrumentals                                    | — | — | — | — | — | — |                                                                                               |
| 1966 | James Brown Plays New Breed (The Boo-Ga-Loo)            | — | — | — | — | US101 (11 Wo.)US | R&B11 (6 Wo.)R&B | Erstveröffentlichung: März 1966 Instrumentalalbum                                             |
| 1966 | It’s a Man’s Man’s Man’s World                          | — | — | — | — | US90 (9 Wo.)US | R&B11 (15 Wo.)R&B | Erstveröffentlichung: 1. August 1966                                                          |
| 1966 | James Brown Sings Christmas Songs                       | — | — | — | — | — | — | Erstveröffentlichung: November 1966 Weihnachtsalbum                                           |
| 1966 | Handful of Soul                                         | — | — | — | — | US135 (3 Wo.)US | R&B24 (3 Wo.)R&B | Erstveröffentlichung: November 1966 Instrumentalalbum                                         |
| 1967 | James Brown Sings Raw Soul                              | — | — | — | — | US88 (14 Wo.)US | R&B7 (9 Wo.)R&B | Erstveröffentlichung: März 1967                                                               |
| 1967 | James Brown Plays the Real Thing                        | — | — | — | — | US164 (5 Wo.)US | R&B27 (3 Wo.)R&B | Erstveröffentlichung: Juni 1967 Instrumentalalbum                                             |
| 1967 | Cold Sweat                                              | — | — | — | — | US35 (17 Wo.)US | R&B5 (14 Wo.)R&B | Erstveröffentlichung: 12. September 1967                                                      |
| 1968 | I Can’t Stand Myself When You Touch Me                  | — | — | — | — | US17 (14 Wo.)US | R&B4 (15 Wo.)R&B |                                                                                               |
| 1968 | I Got the Feelin’                                       | — | — | — | — | US135 (14 Wo.)US | R&B8 (15 Wo.)R&B |                                                                                               |
| 1968 | James Brown Plays Nothing but Soul                      | — | — | — | — | US150 (5 Wo.)US | R&B20 (6 Wo.)R&B | Instrumentalalbum                                                                             |
| 1968 | Thinking About Little Willie John and a Few Nice Things | — | — | — | — | — | — |                                                                                               |
| 1968 | A Soulful Christmas                                     | — | — | — | — | — | — | Weihnachtsalbum                                                                               |
| 1969 | Say It Loud – I’m Black and I’m Proud                   | — | — | — | — | US53 (22 Wo.)US | R&B6 (19 Wo.)R&B |                                                                                               |
| 1969 | Gettin’ Down to It                                      | — | — | — | — | US99 (14 Wo.)US | R&B14 (16 Wo.)R&B |                                                                                               |
| 1969 | (James Brown Plays & Directs) The Popcorn               | — | — | — | — | US40 (22 Wo.)US | R&B4 (27 Wo.)R&B | Instrumentalalbum                                                                             |
| 1969 | It’s a Mother                                           | — | — | — | — | US26 (14 Wo.)US | R&B2 (28 Wo.)R&B |                                                                                               |
| 1970 | Ain’t It Funky                                          | — | — | — | — | US43 (12 Wo.)US | R&B5 (19 Wo.)R&B | Instrumentalalbum                                                                             |
| 1970 | Soul on Top                                             | — | — | — | — | US125 (10 Wo.)US | R&B12 (14 Wo.)R&B | Erstveröffentlichung: April 1970 mit dem Louie Bellson Orchestra                              |
| 1970 | It’s a New Day so Let a Man Come In                     | — | — | — | — | US121 (6 Wo.)US | R&B11 (17 Wo.)R&B |                                                                                               |
| 1970 | Hey America                                             | — | — | — | — | — | — |                                                                                               |
| 1971 | Super Bad                                               | — | — | — | — | US61 (15 Wo.)US | R&B4 (20 Wo.)R&B |                                                                                               |
| 1971 | Sho Is Funky Down Here                                  | — | — | — | — | US137 (4 Wo.)US | R&B26 (4 Wo.)R&B | Instrumentalalbum                                                                             |
| 1971 | Hot Pants                                               | — | — | — | — | US22 (18 Wo.)US | R&B4 (21 Wo.)R&B |                                                                                               |
| 1972 | There It Is                                             | — | — | — | — | US60 (21 Wo.)US | R&B10 (18 Wo.)R&B |                                                                                               |
| 1972 | Get on the Good Foot                                    | — | — | — | — | US68 (17 Wo.)US | R&B8 (19 Wo.)R&B |                                                                                               |
| 1973 | The Payback                                             | — | — | — | — | US34 Gold · (36 Wo.)US | R&B1 (37 Wo.)R&B | Erstveröffentlichung: Dezember 1973                                                           |
| 1974 | Hell                                                    | — | — | — | — | US35 (19 Wo.)US | R&B2 (22 Wo.)R&B |                                                                                               |
| 1974 | Reality                                                 | — | — | — | — | US56 (10 Wo.)US | R&B5 (11 Wo.)R&B |                                                                                               |
| 1975 | Sex Machine Today                                       | — | — | — | — | US103 (8 Wo.)US | R&B10 (9 Wo.)R&B |                                                                                               |
| 1975 | Everybody’s Doin’ the Hustle & Dead on the Double Bump  | — | — | — | — | US193 (2 Wo.)US | R&B22 (7 Wo.)R&B |                                                                                               |
| 1976 | Hot                                                     | — | — | — | — | — | R&B25 (8 Wo.)R&B |                                                                                               |
| 1976 | Get Up offa That Thing                                  | — | — | — | — | US147 (8 Wo.)US | R&B14 (10 Wo.)R&B |                                                                                               |
| 1976 | Bodyheat                                                | — | — | — | — | US126 (10 Wo.)US | R&B20 (13 Wo.)R&B | Erstveröffentlichung: 30. Dezember 1976                                                       |
| 1977 | Mutha’s Nature                                          | — | — | — | — | — | R&B31 (7 Wo.)R&B |                                                                                               |
| 1978 | Jam 1980’s                                              | — | — | — | — | US121 (22 Wo.)US | R&B30 (22 Wo.)R&B |                                                                                               |
| 1979 | Take a Look at Those Cakes                              | — | — | — | — | — | R&B58 (3 Wo.)R&B |                                                                                               |
| 1979 | The Original Disco Man                                  | — | — | — | — | US152 (6 Wo.)US | R&B37 (9 Wo.)R&B |                                                                                               |
| 1980 | People                                                  | — | — | — | — | — | R&B68 (3 Wo.)R&B |                                                                                               |
| 1980 | Soul Syndrome                                           | — | — | — | — | — | — | Erstveröffentlichung: November 1980                                                           |
| 1981 | Nonstop!                                                | — | — | — | — | — | — |                                                                                               |
| 1983 | Bring It On!                                            | — | — | — | — | — | — |                                                                                               |
| 1986 | Gravity                                                 | DE23 (7 Wo.)DE | — | — | UK85 (3 Wo.)UK | US156 (6 Wo.)US | R&B39 (27 Wo.)R&B | Erstveröffentlichung: 15. September 1986                                                      |
| 1988 | I’m Real                                                | DE39 (5 Wo.)DE | AT28 (4 Wo.)AT | CH19 (1 Wo.)CH | UK27 (5 Wo.)UK | US96 (14 Wo.)US | R&B15 (21 Wo.)R&B | Erstveröffentlichung: Juni 1988                                                               |
| 1991 | Love Over-Due                                           | — | AT39 (2 Wo.)AT | CH35 (1 Wo.)CH | — | — | R&B51 (10 Wo.)R&B | Erstveröffentlichung: 23. Juli 1991                                                           |
| 1993 | Universal James                                         | — | — | CH34 (2 Wo.)CH | — | — | — | Erstveröffentlichung: 9. März 1993                                                            |
| 1998 | I’m Back                                                | — | — | — | — | — | — | Erstveröffentlichung: 17. November 1998                                                       |
| 1999 | The Merry Christmas Album                               | — | — | — | — | — | — |                                                                                               |
| 2002 | The Next Step                                           | — | — | — | — | — | R&B72 (2 Wo.)R&B | Erstveröffentlichung: 27. August 2002                                                         |

grau schraffiert: keine Chartdaten aus diesem Jahr verfügbar